# Єврейський фемінізм
Єврейський фемінізм — це рух в юдаїзмі, який прагне зрівняти релігійний, правовий та соціальний статус єврейських жінок з єврейськими чоловіками. Феміністичні рухи, з різними підходами та успіхами, виникли в усіх основних гілках єврейської релігії.
У його сучасній формі єврейський феміністичний рух можна простежити у Сполучених Штатах до початку 1970-х років. За словами Джудіт Пласков, головними вимогами ранніх єврейських феміністок було виключення жінок із чоловічої молитовної групи або міньян, звільнення жінок від позитивних обмежених у часі міцви (міцва — це 613 заповідей, даних Торою на горі Синай, і сім рабинських заповідей, встановлених пізніше, загалом 620), а також неможливість жінок виступати свідками та ініціювати розлучення в єврейських релігійних судах.
За словами історика Паули Гайман, дві статті, опубліковані в 1970-х роках, були новаторами в аналізі статусу єврейських жінок за допомогою фемінізму: «Несвобода єврейських жінок», опублікована в 1970 році в Jewish Spectator її редактором Труде Вайс-Росмарін, і стаття Рейчел Адлер, тоді ортодоксальної юдейки, а нині професорки реформаторської семінарії Hebrew Union College — Єврейського інституту релігії, під назвою «Єврей, якого там не було: Галаха та єврейська жінка», опублікована в 1971 році в Davka. Також у 1973 році в Нью-Йорку відбулася перша [американська] Національна конференція єврейських жінок, яку відкрила Блу Ґрінберґ.

## Єврейська феміністична теологія
У єврейській громаді існують різні версії феміністичної теології.
Деякі з цих теологій просувають ідею, що важливо мати жіночу характеристику Бога та/або більш феміністичну мову загалом у сіддурі (єврейському молитовнику) та богослужінні.
У 1946 році новий сидур Сільвермана консервативного юдаїзму змінив традиційні слова подяки Богові за те, що «не зробив мене жінкою», замість цього використав слова подяки Богові за те, що «зробив мене вільною людиною».
У 1976 році Ріта Ґросс опублікувала статтю «Жіноча мова Бога в єврейському контексті» (Davka Magazine 17), яку єврейська учена і феміністка Джудіт Пласков вважає «імовірно першою статтею, яка теоретично розглядає питання жіночої мови Бога в єврейському контексті». У той час Ґросс сама була юдейкою.
Реконструкційна рабинеса Ребекка Альперт (реформований юдаїзм, зима 1991 р.) коментує:
|  | Досвід молитви з Сіддур Нашим [перший єврейський молитовник, який звертається до Бога, використовуючи жіночі займенники та образи, опублікований Маргарет Веніг і Наомі Янович у 1976 році… змінив мої стосунки з Богом. Вперше я зрозуміла, що означає бути створеною на Божий образ і подобу. Думати про Бога як про таку ж жінку, як і я, бачити Її одночасно могутньою і годувальницею, бачити Її в образі жіночого тіла, з лоном, з грудьми — це був досвід надзвичайної важливості. Чи не такі стосунки були у людей з Богом протягом усіх цих тисячоліть? Як чудово отримати доступ до цих почуттів і сприйняття. |

1990 році рабиня Маргарет Веніґ написала проповідь «Бог є жінкою, і вона старіє», яка станом на 2011 рік була опублікована десять разів (тричі німецькою мовою) і проповідувалась рабинами від Австралії до Каліфорнії.
Рабикан Паула Реймерс («Фемінізм, юдаїзм і Бог-Мати», Conservative Judaism 46 (1993)) коментує:
|  | Ті, хто хоче використовувати мову Бог/Вона, хочуть утвердити жіночність і жіночий аспект божества. Вони роблять це, підкреслюючи те, що найбільш чітко відрізняє жіночий досвід від чоловічого. Чоловіче чи жіноче божество може творити через мову або через дію, але метафора творення, яка є унікально жіночою, - це народження. Як тільки Бога називають жіночим, метафора народження та ототожнення божества з природою та її процесами стає неминучою. |

Ахува Заке стверджує, що використання як чоловічої, так і жіночої мови для Бога може бути позитивним, але нагадує своїм читачам-реформістам, що Бог є поза межами статі (Бог є чоловіком, жінкою, обома чи ніким? Як ми повинні формулювати наші молитви у відповідь на стать Бога?, в iTora Союзу за реформований юдаїзм, ):
|  | Жіночий образ Бога жодним чином не загрожує юдаїзму. Навпаки, він поглиблює єврейське розуміння Бога, яке не повинно обмежуватися маскулінними метафорами. Будь-яка мова, якою люди описують Бога, є лише метафорою. Використання чоловічих і жіночих метафор на позначення Бога - це один із способів нагадати собі, що гендерні описи Бога - це лише метафори. Бог є поза гендером. |

Ці погляди є дуже суперечливими навіть у ліберальних єврейських рухах. Ортодоксальні юдеї та багато консервативних юдеїв вважають неправильним використовувати англійські жіночі займенники для Бога, розглядаючи таке вживання як вторгнення сучасної західної феміністської ідеології в єврейську традицію. Ліберальні молитовники все частіше уникають слів і займенників чоловічого роду, прагнучи, щоб усі згадки про Бога в перекладах були зроблені гендерно нейтральною мовою. Наприклад, «Сідур Лев Чадаш» (1995) представник Ліберального руху Великої Британії робить це так само, як і «Форми молитви» Реформаційного руху Великої Британії (2008). У «Mishkan T'filah», американському реформаторському єврейському молитовнику, виданому в 2007 році, посилання на Бога як «Він» були видалені, і щоразу, коли вказуються єврейські патріархи (Авраам, Ісак і Яків), також згадуються і матеріархи (Сара, Ребекка, Рейчел і Лія). У 2015 році був випущений молитовник Реформованих єврейських Великих святих днів «Мішкан ха-Нефеш»; він призначений як додаток для «Mishkan T'filah». Він містить версію молитви на Великі Святі Дні Авіну Малкейну, в якій Бог згадується як «Люблячий Батько» та «Співчутлива Матір». Іншими помітними змінами є заміна рядка з попереднього молитовника Реформаторського руху «Ворота покаяння», в якому згадується радість нареченого і нареченої, на рядок «радіти з парами під хупою [весільний балдахін]», а також додавання по-третє, негендерний варіант того, як віруючих закликають до Тори, пропонуючи «мібеїт», що на івриті означає «з дому», на додаток до традиційних «син» або «дочка».
У 2003 році була опублікована книга «Жіноче обличчя Бога в Освенцімі: єврейська феміністична теологія Голокосту», перша повноцінна феміністична теологія Голокосту, написана Мелісою Рафаель. «Знову стоячи на Синаї: юдаїзм з феміністської точки зору» Джудіт Пласков (1991) і «Породження юдаїзму: інклюзивна теологія та етика» (1999) Рейчел Адлер є єдиними двома повноцінними єврейськими феміністськими роботами, які повністю зосереджені на теології в загальні (а не конкретні аспекти, такі як теологія Голокосту). Таким чином, «Стоячи знову на Синаї: Юдаїзм з феміністської точки зору» (1991) є першою коли-небудь написаною книгою юдейською феміністської теології.
У вивченні гендеру та юдаїзму зростає кількість підгалузей, які розглядають бінарність чоловічого та жіночого як вирішальні побудови єврейської думки.
Хоча діалектика чоловічого та жіночого вперше з'являється в історії створення світу, Талмуд наполягає на тому, що ідея чоловічого та жіночого виходить далеко за межі статевих ролей: «Усе, що Бог створив, Він створив як чоловіка і жінку…» (Баба Батра 74b)
Ця діалектика набуває ще більшого богословського значення у світлі біблійної книги «Пісня над піснями», яка традиційно інтерпретується як метафора стосунків між Богом та ізраїльським народом, де ізраїльський народ постає як жіноче начало по відношенню до Бога, який в цій історії представлений чоловіком-коханцем.
Інші приклади тем, в яких чоловіча/жіноча динаміка використовується метафорично, включають: зв'язок між шабатом і днями тижня, зв'язок між усним і письмовим законом, зв'язок між цим світом і потойбічним, взаємодія між правовими і позаправовими аспектами Талмуду (Галаха і Аггада), а також єврейський календар, в якому використовується як Сонце (традиційно символізує чоловічу силу), так і Місяць (традиційно символізує жіночу силу).
Гендерна полярність твердо підтримується як у Біблії, так і в Усному Законі (Второзаконня, 22:5, навіть забороняє переодягання), і дотримання цієї полярності вважається критично важливим для досягнення синтезу між чоловічим і жіночим началами.
Це дослідження гендерних конструктів у першоджерелах виявляє дивовижну оцінку жіночого прототипу в каббалістичних джерелах, що спонукає дослідити в єврейській думці соціальні, етичні, екологічні, моральні та філософські наслідки жіночої перспективи.

## Ортодоксальний юдаїзм
Позиція щодо фемінізму в ортодоксальній деномінації юдаїзму широко розділена за фракційними лініями сучасної ортодоксальної та харедімської спільнот, причому сучасні ортодокси схиляються до певних поступок для жінок, за умови, що вони зберігаються в рамках юдейського закону (галаха). Юдаїзм Харедіму дотримується більш суворої позиції щодо питань, пов'язаних з фемінізмом.

### Сучасні ортодоксальні підходи
Ортодоксальний фемінізм працює в рамках галахічної системи і співпрацює з рабинами та рабинськими інституціями для створення більш інклюзивних практик у ортодоксальному громадському житті та лідерстві. Ортодоксальний фемінізм, як правило, зосереджується на таких питаннях, як проблеми агуни, сприяння жіночій освіті, лідерству та участі в ритуалах, жіночому лідерству та створенню синагоги більш дружньої до жінок. На відміну від інших конфесій, ортодоксальні феміністки зберігають перегородку в синагозі і не рахують жінок на міньяні. Жіноча молитовна група — «Жіноча тефіла» — це ортодоксальна практика, яка почалася в 1970-х роках і продовжується донині.
З кінця ХХ століття різко зросли освітні можливості для ортодоксальних юдейок. Раніше вивчення Талмуду та єврейського права було звичайною справою лише для хлопчиків та чоловіків, але тепер це стало нормою і для дівчаток. Першою установою, яка надала жінкам доступ до вивчення Талмуду на поглибленому рівні і провела навчання з Галахи, яке раніше було доступне лише для чоловіків, став інститут єврейської освіти «Дріша». У наш час до Дріші приєдналося кілька інституцій, які тепер пропонують жінкам можливість навчатися. Ортодоксальні єврейки тепер також мають доступ до лідерських ролей як священнослужительки та радниці з питань єврейського права. Нові освітні програми дозволили сучасним ортодоксальним жінкам вивчати Талмуд та іншу рабинську літературу на рівні, який можна порівняти з єшивою або колелем для чоловіків, включаючи Інститут «Дріша» (заснований у 1979 році), Інститут єврейських студій Пардес та Жіночий інститут вивчення Тори Матан.
Великий вплив на погляд ортодоксальних жінок на фемінізм мала Блу Ґрінберґ. У своїй книзі «Про жінок та юдаїзм», опублікованій у 1981 році, вона заохочувала жінок брати на себе нові лідерські ролі, дотримуючись при цьому єврейських законів. Ґрінберґ була названа «праматір'ю» ортодоксального єврейського фемінізму. Щоб виступати за розширення участі та лідерства жінок у сучасному ортодоксальному єврейському житті та створити спільноту жінок і чоловіків, присвячену таким змінам, у 1997 році Блу Ґрінберґ заснувала Єврейський ортодоксальний феміністичний альянс (JOFA). JOFA зосередилася на таких питаннях, як агуна, бат-міцва, жіноча стипендія, жіноча молитва, ритуал, жіноче лідерство в синагозі та жіноче релігійне лідерство. Організація має місію «виступати за розширення прав і можливостей жінок в рамках Галахи, будувати активну і справедливу ортодоксальну громаду». Вона прагне бути ресурсом і натхненням для жінок у своїй громаді, одночасно заохочуючи їх слідувати шляхам ортодоксального життя. JOFA вдалося здійснити багато важливих змін, і організація продовжує свої зусилля, спрямовані на розширення та подолання бар'єрів у ортодоксальній громаді.
У 1997 році першою жінкою-президенткою великої ортодоксальної синагоги в конгрегації Ахават Тора в Енґлвуді, Нью-Джерсі стала Ґейл Білліґ.
У 2002 році були створені перші партнерські міньяни — «Шира Хадаша» в Єрусалимі та «Дархей Ноам» у Нью-Йорку. Це ортодоксальні громади, які максимізують участь жінок у молитві, наскільки це можливо в рамках Галахи. Хоча критики партнерських міньянів стверджують, що вони не є «ортодоксальними», самі громади затято наполягають на тому, що вони є ортодоксальними. Той факт, що синагоги мають перегородки і не вважають жінок частиною міньяну (і, таким чином, не дозволяють жінкам керувати будь-якими частинами богослужінь, які вимагають кворуму), демонструє вірність ортодоксальній практиці. Д-р Елана Штокман, колишня виконавча директорка JOFA, багато писала про це явище у своїй книзі «Чоловіча секція: Ортодоксальні єврейські чоловіки в егалітарному світі» і дослідила цю динаміку, в якій партнерський міньян вважає себе ортодоксальним, але часто відкидається як ортодоксальний іншими членами громади. Сьогодні у світі існує понад 35 партнерських міньянів.
Ще одна важлива історична подія ортодоксальному фемінізму відбулася у 2009 році, коли першою публічно висвяченою ортодоксальною рабинесою стала Сара Гурвіц. Після цього Аві Вайс заснував навчальну школу для ортодоксальних рабинес «Єшиват Махарат» (акронім від «Мора хільхатіт рабаніт тораніт» — рабинський, галахічний вчитель Тори). Спочатку оголосив Рабин Вайс, що випускники будуть називатися «рабинами», але коли Рабинська рада Америки пригрозила вигнати його, він відмовився від цього і створив термін «магарат». Перша когорта магараток закінчила навчання у червні 2013 року. Це були магаратки Рут Балінські-Фрідман, Рейчел Коль Файнгольд та Еббі Браун Шаєр. У 2015 році Єшиват Махарат висвятив на раббина Яффу Епштейна. Того ж року Єшиват Магарат висвятив на рабинесу Лілу Кагедан, що зробило її першою випускниею, яка отримав титул рабина.
У січні 2013 року Тамар Френкіель стала президенткою Академії єврейської релігії в Каліфорнії, що зробило її першою ортодоксальною жінкою, яка очолила американську школу рабинів. Сама школа не ортодоксальна, а трансконфесійна.
У 2013 році ізраїльська ортодоксальна рабинська організація «Бейт Гіллель» випустила галахічне розпорядження, яке дозволяє жінкам вперше вимовляти молитву Кадіш в пам'ять про своїх померлих батьків.
Також у 2013 році випустився перший клас галахічних жінок-консультанток, які пройшли підготовку до практики в США; вони закінчили навчання в північноамериканському відділенні програми йотцет галаха Нішмата на церемонії в конгрегації Шеартіт Ізраїль, іспано-португальській синагозі на Мангеттені. Однак ортодоксальна феміністки сприйняли цю подію лише зі слабким ентузіазмом з кількох причин. Одна полягає в тому, що Нішмат постійно дистанціюється від фемінізму, оскільки його засновниця Хана Генкін часто заявляє, що вона не феміністка і що жінки, які закінчили Нішмат, не виносять галаху, а завжди покладаються на рабинів-чоловіків. Інша причина полягає в тому, що на тлі випуску жінок з Єшиват Магарат, у якому жінки є повноправними лідерками з повними повноваженнями судити та виконувати функції рабинів громади, ця подія не обов'язково є найбільшим прогресом для ортодоксальних жінок і, можливо, є кроком назад. Тобто, жінки, які консультують жінок лише з «жіночих питань» без будь-якого власного реального галахічного авторитету, тримають жінок у дещо більш офіційній версії традиційних гендерних ролей.
У 2014 році національними офіцерками Ортодоксального Союзу були обрані перші жінки. Зокрема, було обрано трьох національних віце-президенток і двох асоційованих віце-президенток.
У червні 2015 року Єшиватом Магаратом була висвячена Ліла Каґедан і відповідно до нової політики їй було надано свободу вибору власного титулу. Вона вирішила взяти звертання до неї як «рабинеса». У 2015 році рабинеса Каґедан закінчила резиденцію в Шіра Хадаша в Австралії.
Однак восени 2015 року Рада рабинів Америки, що представляє понад тисячу ортодоксальних рабинів у Сполучених Штатах, офіційно прийняла політику, яка забороняє висвячувати чи наймати жінок-рабинес синагогами, які діють у межах своєї символічної юрисдикції, незалежно від титулу.
У 2015 році ізраїльська ортодоксальна рабинська організація Бейт Гілель видала постанову, яка дозволяє жінкам давати інструкції щодо єврейського закону та видавати галахічні рішення. Бейт Гілель стверджував, що це рішення було першим випадком, коли жінки, які видають галахічні постанови, було офіційно підтверджено в письмовій відповіді на єврейський закон.
У цьому ж 2015 році Дженні Розенфельд стала першою жінкою-ортодоксальною духовною порадницею в Ізраїлі (зокрема, вона стала духовною порадницею, яку також називають манхіга ручаніт, для громади Ефрат).
Також у 2015 році була зараєстрована перша ізраїльська політична партія, присвячена жінкам-харедімкам, під назвою «Бжутан: жінки-харедім, що змінюють».
У 2016 році було оголошено, що Ефраїм Мірвіс створив посаду мааян, за якою жінки будуть радницями з питань єврейського законодавства у сфері сімейної чистоти та виховательками дорослих у ортодоксальних синагогах. Для цього потрібен 18-місячний заочний курс навчання, який є першим таким курсом у Сполученому Королівстві.
У 2017 році Ортодоксальний союз прийняв політику, яка забороняє жінкам служити священнослужительками, мати титули, такі як «равинеса», або виконувати звичайні духовні функції навіть без титулу в своїх конгрегаціях у Сполучених Штатах.

### Підходи Хареді
Лідери харедімського юдаїзму регулярно називають усі форми фемінізму «реформами», неєврейськими або загрозою єврейській традиції. Стаття в Cross-currents, яка критикує просування жіночого лідерства, пише, що: «Усе традиційне єврейське релігійне життя, включно з віковими ритуальними та суспільними нормами, навіть якщо їм бракує формальної кодифікації, відображає цінності Тори, чи то галахічні, чи то гашкафічні; кожен аспект нашої багатотисячолітньої традиційної релігійної спільноти вбудований у галахічні чи гашкафічні аксіоми або ґрунтується на них. Ці аксіоми можуть бути неочевидними для непосвячених, але їхнє несприйняття не дає права заперечувати, відкидати чи реформувати їх». Харедіми стверджують, що фемінізм змінює Тору.
Юдаїзм харед також підтримує суворі есенціалістські відмінності між чоловіками та жінками, що ґрунтуються на ідеях про Божу волю та творіння. Світогляд харедімів підтримує ідею жіночності, виражену в поемі царя Соломона «Доблесна жінка», яка вихваляє жінку за утримання дому, турботу про сім'ю та приготування їжі, практики, якими в поемі захоплюються жінки як частина їхнього мудрість, сміливість, креативність, самовідданість, самовідданість і, можливо, ділова хватка.
Найважливішим напрямом навчання харедімів для дівчат і молодих жінок є навчання, навчання та заохочення їх стати дружинами та матерями у великих сім'ях, які віддані найсуворішому способу життя Тори іудаїзму. Хоча більшість жінок-харедімок навчаються в школах Бейс-Яаков, призначених виключно для них, навчальна програма цих шкіл не викладає Талмуд і не заохочує та не навчає своїх студенток вивчати ті самі предмети, що й молодих чоловіква-харедімів в харед-єшивах. У деяких громадах хареді освіта дівчат у світських предметах (таких як математика) є кращою, ніж у хлопців. Частково це пов'язано з тим, що хлопчики більше часу приділяють священним предметам, а частково з тим, що багато жінок-харедімок працюють на оплачуваній роботі, щоб їхні чоловіки могли займатися вивченням Тори на повну ставку або приносити додатковий дохід.
В даний час в юдаїзмі харедім не існує жодного руху, спрямованого на навчання жінок рабинству, і немає видимого руху, спрямованого на розвиток жіночого знання Талмуду.

Восени 2015 року Агудат Ізраїль Америки, який є частиною харедімського юдаїзму, засудив спроби висвятити жінок і пішов ще далі, оголосивши Єшиват Махарат, Єшиват Човевей Тора, Відкрите ортодоксальство та інші афілійовані організації подібними до інших дисидентські рухи протягом всієї єврейської історії відкидали основні принципи юдаїзму. Проте, більшість жінок-харедімок піддаються впливу сучасних ідей і світської освіти, на відміну від більшості чоловіків-харедімів. Професорка Тамар Ель-ор дослідила зміни в житті жінок і вплив змішаних освітніх культур на розширення прав і можливостей жінок у своїй основоположній книзі «Освічені та невігласи» про освіту жінок у хасидській громаді Гур. Однак у 2016 році стало відомо, що секта Сатмар видала указ, який попереджає, що університетська освіта для жінок є «небезпечною». Написаний на ідиш указ оголошував:
Останнім часом стало новою тенденцією, що дівчата та заміжні жінки здобувають освіту в галузі спеціальної освіти. Деякі з них відвідують класи, а інші — онлайн. І тому ми хотіли б повідомити їхнім батькам, що це суперечить Торі.
Ми будемо дуже суворо стежити за цим. Жодній дівчині, яка відвідує нашу школу, не дозволяється вчитися і отримувати освіту. Це небезпечно. Дівчата, які не будуть підкорятися, будуть змушені покинути нашу школу. Крім того, ми не даватимемо жодної роботи чи викладацьких посад у школі дівчатам, які навчалися в коледжі чи мають диплом про вищу освіту.
Ми повинні зберегти нашу школу в безпеці, і ми не можемо дозволити жодних світських впливів у нашому святому середовищі. Це суперечить основам, на яких був побудований наш Мойсей.
Є деякі ознаки того, що феміністичний рух починає проростати у світі харедімів, особливо в Ізраїлі. Під час виборів в Ізраїлі 2013 року Есті Шушан очолила феміністичний рух, щоб змусити політичні партії харедів дозволити жінкам балотуватися у своїх списках (наразі партії забороняють жінкам балотуватися). Кампанія закликала жінок-харедімок відмовитися голосувати за партії, які виключають жінок. Крім того, під час муніципальних виборів 2013 року в Ізраїлі три жінки-харедімки пішли на безпрецедентний крок і балотувалися до своїх місцевих муніципалітетів — Шира Ґерґі в Цфаті, Рут Коліан в Петах-Тікві та Рахелі Ібенбойм в Єрусалимі. Ґерґі — єдина обрана, ставши першою жінкою-харедімкою, яка засідає в муніципальній раді, і ставши першою жінкою в раді Цфату за двадцять років.
Одним із найцікавіших голосів харедім-фемінізму є голос Адіни Бар-Шалом, дочки покійного головного ізраїльського сефардського рабина Овадії Йосефа. Бар-Шалом заснувала Єрусалимський коледж Хареді, регулярно говорить про важливість жіночої освіти та роботи, а в 2013 році заснувала лише жіночу політичну партію в харедському місті Елад. Крім того, на початку 2014 року вона розглядала заявку стати президенткою Ізраїлю. У березні 2014 року Бар-Шалом писав, що харедімська феміністична революція вже тут. «Поїзд пішов зі станції», — написала вона.
Ще один новий голос харедімів — Есті Рейдер-Індорскі. Вона «вийшла» в березні 2014 року як популярна колумністка харедімів, яка писала під ім'ям людини — «Арі Соломон» — і має велику кількість прихильників під своїм псевдонімом. У статті в YNet Рейдер-Індорскі стверджувала, що в спільноті харедімів назріває потужний феміністичний рух, і просила жінок, які не є харедімками, триматися подалі від їхньої внутрішньої революції. «Не опікуйте нас», — пише вона феміністкам-нехаредімками. «Не робіть за нас революцій і не намагайтеся зачистити наш двір. Ми робимо це по-своєму і робимо це краще: Існує велика кількість жінок-харедімок-юристок та жінок у стартапах…. Є жінки-харедімки, які обирають академічну кар'єру, і є жінки-харедімки, які очолюють зміни у всіх сферах, які тільки можна собі уявити… Зміни відбудуться. Вони вже відбуваються».
Це ознаки початку феміністичного руху в громаді харедімів в Ізраїлі.

## Жінки в єврейському релігійному праві, духовенстві, школах, групах і ритуалах
У 1845 році рабини, які взяли участь у Франкфортському синоді реформованого юдаїзму, що зароджувався, оголосили жінок рахунком у міньяні, формалізувавши звичайну практику реформи, що датується 1811 роком.
У 1854 році Фанні Нойда написала перший єврейський молитовник, який, як відомо, написала жінка для жінок, під назвою «Години відданості». Його було перекладено англійською мовою та опубліковано в США через 12 років. У 2015 році в Лоштице, де вона жила, коли її чоловік був там рабином, було відкрито меморіальну дошку на її честь.

У 1884 році Джулі Роузвальд стала першою в Америці жінкою-канторкою (хоча вона народилася в Німеччині); вона служила в храмі Еману-Ель у Сан-Франциско, хоча не була висвячена на посаду. Джулі служила канторкою до 1893 року.

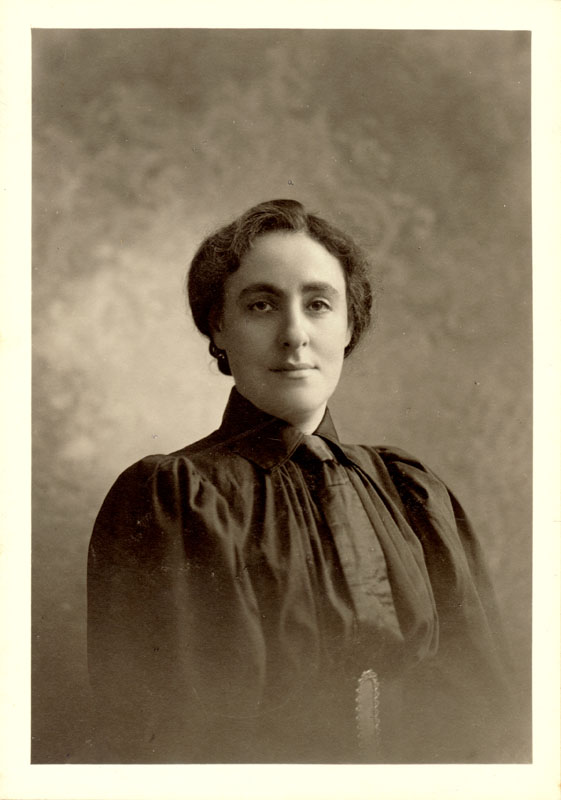
Рей Франк стала першою єврейкою, яка офіційно проповідувала в синагозі в 1890 році.

14 вересня 1890 року на Рош Га-Шана Рей Франк виголосила проповідь для громади в Спокані, штат Вашингтон, таким чином ставши першою жінкою, яка проповідувала з кафедри синагоги, хоча вона не була рабинесою.
18 березня 1922 року американський рабин Мордехай М. Каплан провів перше публічне святкування бат-міцви в Сполучених Штатах для своєї дочки Джудіт у Товаристві сприяння юдаїзму, його синагозі в Нью-Йорку. Джудіт Каплан прочитала попереднє благословення, прочитала частину частини Тори цього тижня івритом та англійською, а потім інтонувала заключне благословення. Каплан, якана той час називалася ортодоксальною рабинесою, приєднався до консервативного юдаїзму, а потім став засновницею реконструкціоністського юдаїзму та вплинув на євреїв з усіх гілок неортодоксального юдаїзму завдяки своїй посаді в Єврейській теологічній семінарії Америки.
Того ж 1922 року Марта Ноймарк та її батько відвідали Центральну конференцію американських рабинів (CCAR), де їй вдалося переконати CCAR висвячувати жінок-рабинес. CCAR у відповіді 1922 року заявив, що «…жінці не можна справедливо відмовити в привілеї висвячення», проголосувавши 56 проти 11 за цю заяву. Проте рада коледжу все одно відмовилася розглядати кандидатури жінок на висвячення, проголосувавши (як згадував Ноймарк) шістьма мирянами проти двох рабинів. Таким чином, Неймарк отримала кваліфікацію директорки релігійної школи замість висвячення, хоча вона провела 7 з половиною років у рабинській школі.

Також у 1922 році до Єврейського інституту релігії в Нью-Йорку вступила  Ірма Ліндгейм. Як вона зазначила, пішла на це заради «більшої справи сіонізму». Перебуваючи там, у 1923 році, вона подала клопотання до факультету про зміну свого статусу зі спеціальної студентки на звичайну студентку рабинської програми. Ц відповідь у травні того ж року адміністрація факультету одноголосно рекомендувала прийняти жінок до інституту на тих самих засадах, що й чоловіків.

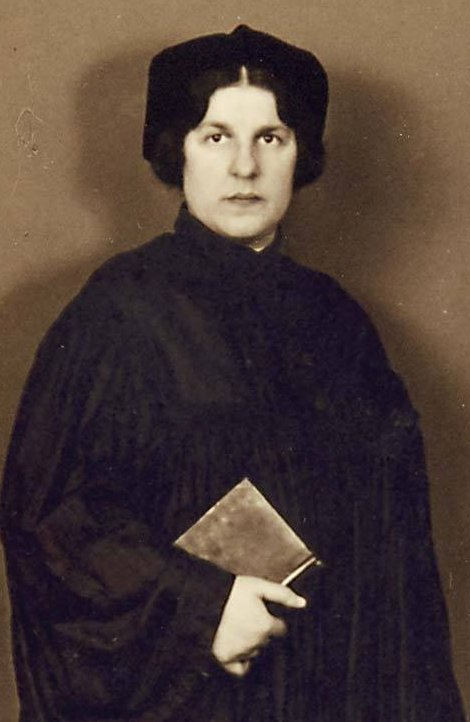
Регіна Йонас, перша офіційно висвячена жінка-рабинеса

У 1935 році Регіна Йонас стала першою офіційно висвяченою жінкою-рабинесою; її висвятив ліберальний рабин Макс Дінеманн, який був головою Асоціації ліберальних рабинів в Оффенбах-на-Майні, Німеччина.
У 1939 році Гелен Левінталь стала першою американкою, яка пройшла повний курс навчання в школі рабинів, яку вона зробила в Єврейському інституті релігії в Нью-Йорку. Її дипломна робота була присвячена виборчому праву жінок з точки зору єврейського закону. Однак після закінчення навчання вона отримала лише ступінь магістра івриту (і сертифікат, що підтверджує її досягнення), а не ступінь магістра івриту та висвячення, як чоловіки, оскільки факультет вважав, що ще не настав час для висвячення жінок на рабинів.
У 1955 році Комітет з єврейського права та стандартів консервативного юдаїзму оголосив, що жінки мають право проголошувати благословення до і після читання Тори, привілей під назвою «Алія». Однак у 1962 році дослідження показало, що лише вісім консервативних конгрегацій повністю прийняли постанову, тоді як п'ятдесят виконували її з певними умовами, а 196 конгрегацій досі не прийняли це нововідкрите право єврейських жінок. Наприкінці 1960-х років була створена перша ортодоксальна єврейська жіноча тефілла (молитовна) група на свято Сімхат Тора в синагозі Лінкольн-сквер на Мангеттені. Такий розвиток подій відбувся за рішенням рабина синагоги Шломо Ріскіна. Крім того, наприкінці 1960-х років Бат-Міцва, публічний ритуал повноліття для єврейських дівчат, набув широкого поширення після того, як реформістські, реконструктивістські та консервативні євреї дозволили жінкам брати участь у молитві та очолювати конгрегацію. У 1973 році Комітет з єврейського права та стандартів прийняв таккану (постанову), яка дозволяла жінкам рахувати міньян нарівні з чоловіками. Також у 1973 році Об'єднана синагога Америки, конгрегаційна асоціація консервативного юдаїзму (тепер вона називається Об'єднана синагога консервативного юдаїзму) вирішила дозволити жінкам брати участь у ритуалах синагоги та сприяти рівним можливостям для жінок на керівних, авторитетних і відповідальних посадах у соборне життя. У 1974 році Комітет з єврейського права та стандартів прийняв серію пропозицій, які вирівняли чоловіків і жінок у всіх сферах ритуалу, включно з виконанням обов'язків молитовних лідерів.
На початку 1970-х років почали популяризувати нові ритуали. Єврейські жінки влаштовували публічні церемонії народження своїх доньок, беручи участь у ритуалі «брит-мила», який історично був зарезервований для новонароджених синів. Вони почали формувати спеціальні групи для молитви та навчання на Рош Годеш, на початку нового місяця, з їхньою новою свободою збиратися. Жінки також брали участь у святкуванні Пасхи, ставлячи кубок з водою, званий «чашкою Міріам», на столі Седер, щоб включити її, як сестру Мойсея, в розповідь про його вихід з Єгипту разом з єврейським народом.
У 1972 році Саллі Прісанд стала першою в Америці жінкою-рабинесою, яку висвятила рабинська семінарія, і другою формально висвяченою жінкою-рабинесою після Регіни Джонас. Прісанд була висвячений на священицю Реформатською єврейською семінарією Єврейського союзу — Єврейським інститутом релігії 3 червня 1972 року в храмі на Плам-стріт в Цинциннаті.
Також у 1972 році група з десяти нью-йоркських єврейських феміністок, які називали себе Езрат Нашім (жіноча секція в синагозі, а також «жіноча допомога»), винесли питання про рівність жінок на з'їзд Консервативного руху рабинських зборів 1972 року, представивши 14 березня документ, який вони назвали «Заклик до змін». Рабини отримали документ у своїх з'їздних пакетах, але Езрат Нашім представив його під час зустрічі з дружинами рабинів. Заклик до змін вимагав, щоб перед єврейським законом жінок приймали як свідків, зобов'язували виконувати всі міцвот, дозволяли повну участь у релігійних обрядах, мали рівні права у шлюбі та дозволяли ініціювати розлучення, зараховували до міньян і дозволяли займати керівні посади в синагозі та в єврейській громаді. Паула Гайман, член Ezrat Nashim, написала: «Ми визнали, що підлеглий статус жінок був пов'язаний із їх звільненням від позитивних обмежених у часі міцвот (заповідей), і тому ми прийняли збільшення зобов'язань як наслідок рівності». Завдяки підтримці переконань Герсона Коена, ректора Єврейської теологічної семінарії, асамблея рабинів прийняла їхню пропозицію в 1973 році, а JTS — у 1983 році.
У 1973 році Комітет з єврейського права та стандартів консервативного юдаїзму проголосував за те, щоб чоловіки та жінки були рівноправними членами міньян.
У 1974 році Сенді Айзенберґ Сассо стала першою жінкою-равинесою, висвяченою в реконструкціоністському юдаїзмі.
У 1975 році Барбара Остфельд-Горовіц стала першою жінкою-канторкою, висвяченою в реформаторському юдаїзмі.

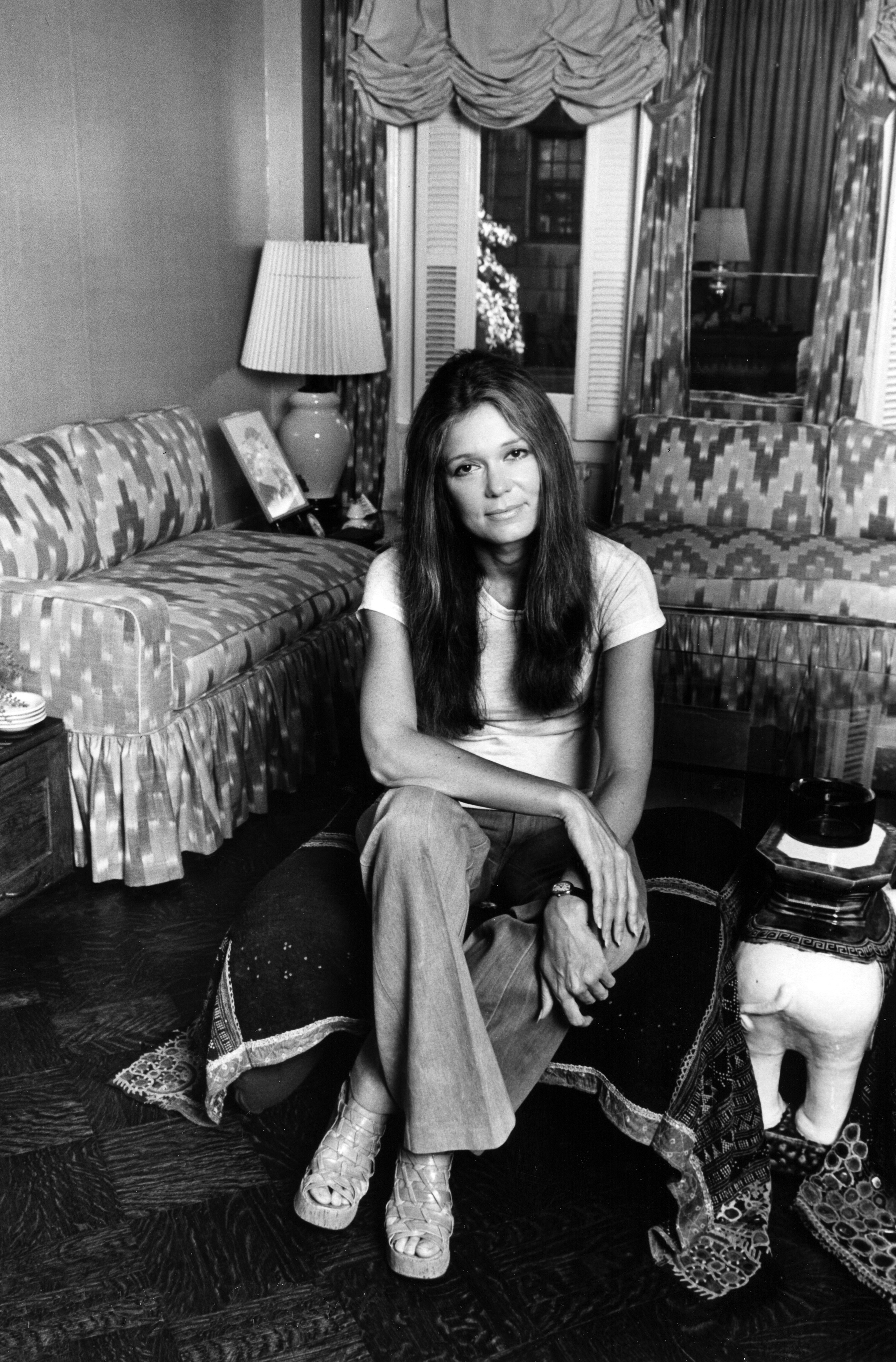
Глорія Штайнем, видатна єврейська феміністка, відвідала жіночий седер Естер М. Бронер у 1976 році.

У 1976 році в нью-йоркській квартирі Естер М. Бронер відбувся перший пасхальний седер лише для жінок, який очолила вона, і взяли участь 13 жінок, у тому числі Глорія Стейнем, Летті Коттін Погребін і Філліс Чеслер. Естер Бронер і Наомі Німрод створили жіночу агаду для використання на цьому седері. Навесні 1976 року Естер Бронер опублікувала цю «Жіночу Агаду» в журналі «Ms.», а пізніше опублікувала її як книгу в 1994 році; ця агада має на меті включати жінок, у той час як у традиційних агадах згадувалися лише чоловіки, і в ній представлені мудрі жінки, чотири доньки, жіночі питання, жіночі чуми та орієнтований на жінок «Dayenu». Початковий Жіночий седер проводився разом з Жіночою Агадою щороку з 1976 року, і седери лише для жінок тепер також проводяться в деяких конгрегаціях. Деякі седери (включаючи оригінальний жіночий седер, але не обмежуючись седерами лише для жінок) тепер встановлюють чашу для пророка Міріам, а також традиційну чашу для пророка Іллі, іноді супроводжується ритуалом на честь Міріам. Кубок Міріам виник у 1980-х роках у бостонській групі Рош-ходеш; його придумала Стефані Лу, яка наповнила його майім хаїмом (живою водою) і використала в феміністичній церемонії керованої медитації. Чаша Міріам пов'язана з мідрашем колодязя Міріам, який «є рабинською легендою, яка розповідає про чудесний колодязь, який супроводжував ізраїльтян протягом 40 років у пустелі під час виходу з Єгипту». Крім того, деякі євреї кладуть апельсин на тарілку для седеру. Апельсин символізує плідність для всіх євреїв, коли всі маргіналізовані народи включені, особливо жінки і геї. Неправильна, але поширена чутка стверджує, що ця традиція почалася, коли чоловік сказав Сюзанні Гешель, що місце жінки на бімі, як апельсина на тарілці для седеру; Однак насправді вона почалася, коли на початку 1980-х, під час виступу в Оберлінському коледжі Гілель, Сюзанну Гешель познайомили з ранньою феміністичною Агадою, яка пропонувала додати скоринку хліба на тарілку для седеру на знак солідарності з єврейськими лесбійками (як дехто сказав би, що в юдаїзмі є стільки ж місця для лесбійок, як і для скоринки хліба на тарілці для седеру). Гешель вважала, що покласти хліб на тарілку седер означало б погодитися з тим, що єврейські лесбійки та геї порушують юдаїзм, як хамец порушує Пасху. Тому на своєму наступному седері вона вибрала апельсин як символ залучення геїв, лесбійок та інших маргіналізованих осіб до єврейської громади. Крім того, кожен апельсиновий сегмент мав кілька насінин, які потрібно було виплюнути — жест випльовування і заперечення гомофобії традиційного юдаїзму.
У 1978 році Лінда Річ стала першою жінкою-канторкою, яка співала в синагозі консерваторів, зокрема Темпл Бет Сіон у Лос-Анджелесі, хоча вона не була висвячена.
У 1979 році Лінда Джой Гольцман була прийнята на роботу до конгрегації Бет Ізраїль округу Честер, яка тоді була розташована в Коутсвіллі, штат Пенсільванія. У 1979 році вона закінчила Реконструктивний рабинський коледж у Філадельфії, але її взяли на роботу Бет Ізраїль, незважаючи на те, що вони були консервативною громадою. Таким чином, Гольцман була першою жінкою, яка служила рабинесою для виключно консервативної конгрегації, оскільки консервативний рух тоді не висвячував жінок. Проте Сенді Айзенберг Сассо служила рабинесою разом зі своїм чоловіком у конгрегації Бет-Ель-Зедек в Індіанаполісі з 1977 по 2013 рік; Бет Ель Зедек ототожнюють як з реконструкціоністським, так і з консервативним рухами.
У 1981 році була заснована єврейська феміністична група «B'not Esh», що на івриті означає «Дочки вогню». Станом на 2011 рік ця група збирається протягом п'яти днів щороку у вихідні, присвячені Дню пам'яті, у Ґраалі, католицькому реколекційному центрі для мирян у Корнуол-он-Гудзоні, Нью-Йорк. Там вони, цитуючи Мерл Фельд, одну з їхніх учасниць, «досліджують питання духовності, соціальних змін і феміністичної трансформації юдаїзму».
Також у 1981 році Лінн Ґоттліб стала першою жінкою-рабинесою, висвяченою в Єврейське оновлення.
У 1983 році Єврейська теологічна семінарія (JTS), головний навчальний заклад консервативного руху, проголосувала, без супровідної думки, за висвячення жінок у рабини та кантори. Пола Гайман, серед інших, брала участь у голосуванні як член факультету JTS. Існувала спеціальна комісія, призначена консервативним рухом для вивчення питання висвячення жінок на рабинеси, яка збиралася між 1977 і 1978 роками і складалася з 11 чоловіків і трьох жінок; жінками були Маріан Сінер Гордон, адвокат, Рівка Гарріс, ассиріологинч, і Франсін Клаґсбрун, письменниця. Емі Ейлберґ стала першою жінкою-рабинесою, висвяченою в консервативному юдаїзмі у 1985 році. Не схвалюючи такий розвиток подій, кілька членів JTS відокремилися в 1984 році та створили Союз традиційного консервативного юдаїзму. Пізніше, у 1989 році, деякі з дисидентів та дисиденток заснували Інститут традиційного іудаїзму, організацію, яка займається «Справжньою вірою та інтелектуальною чесністю», прямою протидією звільненню жінок у релігійній практиці та єврейському суспільстві.
У 1987 році Еріка Ліппіц і Марла Розенфельд Баругель стали першими жінками-канторками, висвяченими в консервативний юдаїзм. Однак Асамблея канторів, професійна організація канторів, пов'язаних з консервативним юдаїзмом, не дозволяла жінкам приєднуватися до них до 1990 року.
У 1997 році Ґейл Білліг стала першою жінкою-президенткою великої ортодоксальної синагоги в конгрегації Ахават Тора в Енглвуді, штат Нью-Джерсі.
У 1999 році Тамара Колтон стала першою рабинесою (а отже, оскільки вона була жінкою, першою жінкою-рабинесою), висвяченою в гуманістичному юдаїзмі.
У 2001 році Дебора Девіс стала першим канторкою обох статей (а отже, оскільки вона була жінкою, першою жінкою-кантором), висвяченою у гуманістичному юдаїзмі; однак гуманістичний юдаїзм з тих пір припинив випуск канторів та канторок.
У 2002 році Комітет з єврейського права та стандартів консервативного юдаїзму адаптував відповідь рабина Девіда Файна «Жінки та міньян», яка містить офіційну релігійно-правову основу для підрахунку жінок у міньяні та пояснює поточний підхід консерваторів до ролі жінки в молитві. Ця відповідь стверджує, що хоча єврейські жінки традиційно не мають тих самих обов'язків, що й чоловіки, консервативні жінки, як колективне ціле, добровільно взяли на себе ці обов'язки. Завдяки цьому колективному зобов'язанню, респонсдум Файн вважає, що консервативні жінки мають право бути представницями та особами, які приймають рішення для інших. Респонсум також стверджує, що традиційно налаштовані громади та окремі жінки можуть відмовитися від цього, не вважаючи це гріхом для консервативного руху. Прийнявши цю відповідь, CJLS опинився в змозі надати виважене єврейське право виправдання своєї егалітарної практики, не покладаючись на потенційно непереконливі аргументи, підриваючи релігійну важливість громади та духовенства, ставлячи окремим жінкам нав'язливі запитання, відкидаючи галахічної традиції або клеймити жінок, які дотримуються традиційних практик, грішницями.
Також у 2002 році Шерон Гордс стала першим кантором будь-якої статі (а отже, оскільки вона була жінкою, першою жінкою-канторкою), висвяченим у реконструкціоністському юдаїзмі.
Також у 2002 році Авіталл Ґерштеттер, яка жила в Німеччині, стала першою жінкою-канторкою, висвяченою в Єврейське оновлення (і першою жінкою-канторкою у Німеччині).
У 2005 році Рабин Джил Гаммер і Роллі Шер заснували Інститут Когенет. Інститут Когенет, що базується в Єврейському ретрит-центрі Ізабелли Фрідман у Коннектикуті, пропонує дворічний курс навчання для жінок, які потім висвячуються на єврейських священиць. «Когенет» — це жіночий варіант слова «коган», що означає священик. Навчання в Інституті Когенет включає земні духовні практики, які, на їхню думку, сходять до доравинського іудаїзму; час, коли, за словами засновників Когенету, жінки взяли на себе набагато більше (і набагато потужніших) духовних лідерських ролей, ніж зазвичай виконують жінки сьогодні. Згідно з Когенетом, єврейська священиця може виконувати роль рабинеси, але ці дві ролі не однакові.
У 2006 році Комітет з питань єврейського права та стандартів консервативного юдаїзму прийняв три відповіді на тему нідди, які підтвердили зобов'язання жінок-консерваторок утримуватися від статевих стосунків під час і після менструації та занурюватися в мікву перед відновленням, водночас лібералізуючи вимоги дотримання, включаючи скорочення тривалості періоду нідди, скасування обмежень на несексуальні контакти під час нідди та зменшення обставин, за яких кров'янисті виділення та подібні умови вимагатимуть утримання.
Також у 2006 році Сьюзан Веле стала першою американською жінкою-канторкою, висвяченою в Єврейське оновлення; однак вона померла в 2009 році.
У червні 2009 року Аві Вайс висвятив Сару Гурвіц у титул «магарат» (акронім від manhiga hilkhatit rukhanit Toranit), а не «рабин». У лютому 2010 року Вайс оголосив, що він змінює магарат на більш звичний титул «рабба». Метою цієї зміни було прояснити позицію Гурвіца як повноправного члена равинського персоналу Єврейського інституту Рівердейла. Цю зміну розкритикували як Аґудат Ісраель, так і Рада рабинів Америки, які назвали цей крок «поза межами ортодоксального юдаїзму». На тлі критики Вайс оголосив, що термін «Рабба» більше не використовуватиметься для його майбутніх учнів. Гурвіц продовжуватиме використовувати титул Рабба, і деякі вважають її першою жінкою-ортодоксальною рабинкою. Однак Вайс сказав, що інші випускники Єшиват Магарат, який він заснував, отримають не титул рабба, а магарат. Але в 2015 році Єшиват Магарат висвятив Яффу Епштейна на раббу. Також у 2015 році Ліла Каґедан була висвячена на рабинку тією ж організацією, що зробило її першою випускницею, яка отримали титул рабина.
Також у 2009 році Танноз Бахреманд Форузанфар, яка народилася в Ірані, стала першою перською жінкою, висвяченою в кантори в Сполучених Штатах.
Також у 2009 році Аліса Стентон стала першою афроамериканкою, висвяченою в сан рабина.
У 2010 році перші американки, висвячені на канторів в Єврейському Відродженні після висвячення Сьюзен Веле, Міхал Рубін і Еббе Лайонс, були висвячені на канторок в Єврейському Відродженні.
У січні 2013 року Тамар Френкіель стала президенткою Академії єврейської релігії в Каліфорнії, що зробило її першою ортодоксальною жінкою, яка очолила американську школу рабинів. Сама школа трансконфесійна, а не ортодоксальна.
У 2013 році Малка Шапс стала першою жінкою харедім-деканесою ізраїльського університету, коли її призначили деканесою факультету точних наук університету Бар Ілан.
У 2013 році ізраїльська ортодоксальна рабинська організація «Бейт Гілель» видала галахічне постанова, яка вперше дозволяє жінкам вимовляти молитву кадиш на згадку про своїх померлих батьків.
У 2013 році середня школа SAR у Рівердейлі, Нью-Йорк, почала дозволяти дівчатам загортати тфілін під час ранкової молитви Шахарит; це, ймовірно, перша сучасна ортодоксальна середня школа в США, яка це зробила.
26 жовтня 2014 року рабинеса Дебора Ваксман була інавгурована як президент Реконструкційного рабинського коледжу та єврейських реконструкціоністських громад. Ваксман вважається першою жінкою-рабинесою і першою лесбійкою, яка очолила єврейський конгрегаційний союз, а також першою жінкою і першою лесбійкою, яка очолила єврейську семінарію; Реконструкційний рабинський коледж є водночас конгрегаційним союзом і семінарією.
У 2014 році вийшла перша в історії книга галахічних рішень, написаних жінками, які були висвячені в поські (Ідіт Бартов та Анат Новосельська). Жінки були висвячені головним муніципальним рабином Ефрату, рабином Шломо Ріскіним, після завершення п'ятирічного курсу висвячення жіночого коледжу Мідрешет Лінденбаум із вивчення єврейського права, а також складання іспитів, еквівалентних вимогам рабинату для чоловіків.
У 2014 році доктор Мішель Фрідман стала першою жінкою в раді директорів Beth Din of America.
У 2014 році перші жінки були обрані національними офіцерами Ортодоксального Союзу; зокрема, було обрано трьох національних віце-президенток і двох асоційованих віце-президенток.
У червні 2015 року Ліла Каґедан була висвячена Єшиватом Махаратом і відповідно до нової політики їй було надано свободу вибору власного титулу, і вона вирішила обрати звертання до себеяк «Рабинеса». Однак восени 2015 року Рада рабинів Америки, що представляє понад тисячу ортодоксальних рабинів у Сполучених Штатах, офіційно прийняла політику, яка забороняє висвячувати чи наймати жінок-рабинок синагогами, які діють у межах своєї символічної юрисдикції, незалежно від титулу. Подібним чином восени 2015 року Агудат Ізраїль Америки засудила спроби висвятити жінок і пішла ще далі, оголосивши Єшиват Махарат, Єшиват Човевей Тора, Відкриту ортодоксію та інші афілійовані організації подібними до інших дисидентських рухів протягом єврейської історії в відкинувши основні принципи юдаїзму.
Також у 2015 році ізраїльська ортодоксальна рабинська організація Бейт Гілель видала постанову, яка дозволяє жінкам давати інструкції щодо єврейського закону та видавати галахічні рішення. Бейт Гілель стверджував, що це рішення було першим випадком, коли жінки, які видають галахічні постанови, було офіційно підтверджено в письмовій відповіді на єврейський закон.
Також у 2015 році Дженні Розенфельд стала першою жінкою-ортодоксальною духовною порадницею в Ізраїлі (зокрема, вона стала духовною порадницею, яку також називають манхіга ручаніт, для громади Ефрат).
Також у 2015 році Деріл Мессінґер стала першою жінкою-головою Союзу за реформований юдаїзм.
У 2016 році, після чотирьох років обговорень, реформатська семінарія HUC-JIR вирішила надати жінкам вибір формулювань у їхніх свідоцтвах про висвячення, включаючи можливість мати те саме формулювання, що й чоловіки. До того часу в сертифікатах кандидатів-чоловіків їх ідентифікували за традиційним для Реформаторського руху словом «морену харав» або «наш учитель рабин», тоді як у сертифікатах кандидатів-жінок використовувався лише термін «рав умора» або «рабинка і вчителька». Рабинка Мері Заморе, виконавчий директор Жіночої рабинської мережі руху за реформи, пояснила, що HUC було незручно присвоювати жінкам той самий статус, що й чоловікам. У 2012 році вона написала рабину Девіду Елленсону, тодішньому президенту HUC, листа з проханням усунути цю невідповідність, яка, за її словами, «виражає гендерну нерівність».
У червні 2015 року Ліла Каґедан була висвячена Єшиватом Махаратом і відповідно до нової політики їй було надано свободу вибору власного титулу, і вона вирішила обрати звертання до себе як «Рабинеса». Вона офіційно стала першою жінкою сучасного ортодоксального рабинту в Сполучених Штатах Америки, коли сучасний ортодоксальний єврейський центр Mount Freedom у Рендольфі, штат Нью-Джерсі, найняв її духовною лідеркою у січні 2016 року. Станом на 2019 рік Каґедан працює рабинкою у синагозі Walnut Street.

### Жінки яксофрот(книжниці)
Софер, Софер, Софер СеТаМ або Софер СТ"М (івр. «писар», סופר סת״ם) — єврейський писар, який може переписувати сувої Тори, тфілін і мезузот та інші релігійні писання (ST"M, סת ״ם, є абревіатурою для сефер-тор, тфілін і мезузот. Множина слова софер — «соферім», סופרים). Формуючи основу для обговорення того, як жінки стають соферимами, Талмуд Гіттін 45b говорить: «Сіфрей Тора, тфілін і мезузот написані єретиком, поклонником зірок, рабом, жінкою, неповнолітнім, кутеанином або євреєм-відступником, непридатні для ритуального використання». Рішення щодо мезузи та тфіліну практично не заперечуються серед тих, хто дотримується талмудичного права. Хоча Arba'ah Turim не включає жінок у свій список тих, хто не має права писати Сіфрей Тору, деякі вважають це доказом того, що жінкам дозволено писати сувій Тори. Однак сьогодні практично всі ортодоксальні (як сучасні, так і харедімські) авторитети заперечують ідею про те, що жінкам дозволено писати Сувій Тори. Проте жінкам дозволено записувати Ketubot (шлюбні контракти), STaM, не призначений для ритуального використання, та інші твори Софруту, окрім простого STaM. У 2003 році канадка Авіель Барклі стала першою у світі відомою традиційно навченою жінкою-соферкою. У 2007 році Джен Тейлор Фрідман, британка, стала першою жінкою-соферкою, яка написала Сефер Тору. У 2010 році була завершена перша Сефер Тора, написана групою жінок (шість жінок-соферок, які були з Бразилії, Канади, Ізраїлю та Сполучених Штатів); ця акція була відома як Проєкт жіночої Тори.
З жовтня 2010 року до весни 2011 року Джулі Зельтцер, одна з жінок-соферок з проєкту «Жіноча Тора», написала Сефер Тору як частину виставки в Сучасному єврейському музеї в Сан-Франциско. Це робить її першою американською жінкою-соферкою, яка написала Сефер Тору; Джулі Зельтцер народилася у Філадельфії і є неконфесійною юдейкою. З весни 2011 року до серпня 2012 року вона написала ще одну Сефер Тору, цього разу для реформаторської конгрегації Бет Ізраїль у Сан-Дієго. Зельцер викладала переважно Джен Тейлор Фрідман. 22 вересня 2013 року Конгрегація Бет Елохім з Нью-Йорка присвятила нову Тору, яка, за словами членів Бет Елогім, була першою Торою в Нью-Йорку, написаною жінкою. Тора була написана Ліндою Копплсон. Станом на 2014 рік у світі було приблизно 20 жінок-соферок.

## Жінки в гуманістичному юдаїзмі
Гуманістичний юдаїзм — це рух в юдаїзмі, який пропонує нетеїстичну альтернативу в сучасному єврейському житті. Він визначає юдаїзм як культурний та історичний досвід єврейського народу та заохочує гуманістичних і світських євреїв відзначати свою єврейську ідентичність, беручи участь у єврейських святах і подіях життєвого циклу (таких як весілля, бар і бат-міцва) з надихаючими церемоніями, які спираються на, але виходять за рамки традиційної літератури. Гуманістичний юдаїзм висвячує як чоловіків, так і жінок у рабини, і його першим рабином була жінка, Тамара Колтон, яка була висвячена в 1999 році. Її першим кантором також була жінка, Дебора Девіс, висвячена в 2001 році; однак гуманістичний юдаїзм з тих пір припинив висвячувати канторів. У 1996 році Товариство гуманістичного юдаїзму оприлюднило заяву, в якій, зокрема, стверджувалося: «ми підтверджуємо, що жінка має моральне право і повинна мати постійне законне право вирішувати, переривати чи ні вагітність відповідно до її власних етичних норм. Оскільки Рішення про переривання вагітності має серйозні, незворотні наслідки, його слід приймати з великою обережністю та глибоким усвідомленням складних психологічних, емоційних та етичних наслідків». У 2011 році вони також виступили із заявою, в якій засудили нещодавнє ухвалення Палатою представників Конгресу США «Закону про заборону фінансування абортів платниками податків», який вони назвали «прямим нападом на право жінки вибирати». У 2012 році вони видали резолюцію, що виступає проти положень про совість, які дозволяють релігійним установам бути звільненими від загальноприйнятих вимог щодо надання послуг з репродуктивного здоров'я окремим особам або працівникам. У 2013 році вони видали резолюцію, в якій, зокрема, говорилося: «Тому постановляємо, що: Товариство гуманістичного юдаїзму щиро підтримує відзначення Дня жіночої рівності 26 серпня на честь річниці прийняття Дев'ятнадцятої поправки до Конституції США, що дозволяє жінкам голосувати; Товариство засуджує гендерну дискримінацію у всіх її формах, включаючи обмеження прав, обмежений доступ до освіти, насильство і підкорення; Товариство зобов'язується зберігати пильність і виступати в боротьбі за досягнення гендерної рівності для нашого покоління і для наступних поколінь».
З середини ХІХ століття роль єврейських жінок у гуманістичних зусиллях також поширилася на фемінізм другої хвилі. Наприклад, Ернестіна Роуз, соратниця борців за громадянські права Елізабет Кеді Стентон і Сьюзан Б. Ентоні, очолила поштовх до права жінок успадковувати майно. Як донька польського рабина, вона водночас виступала проти антисемітизму у своїх зусиллях. Крім того, Мод Натан стала видатним голосом у русі за виборче право початку ХХ століття.

## Ізраїль
З 1918 по 1926 роки жінки в Палестині боролися за представництво в русі ішува. Це вважалося першою хвилею фемінізму ще до створення держави.
У 1947 році Давид Бен-Гуріон погодився, що повноваження у справах одруження та розлучення будуть передані в руки Головного рабинату Ізраїлю, і було підписано угоду, яка (серед інших питань), відома як «лист статус-кво». У 1953 році Кнесет ухвалив Закон про юрисдикцію рабинських судів (шлюб і розлучення), 5713 — 1953. Розділ 1 Закону говорить: «Справи щодо шлюбу та розлучення євреїв в Ізраїлі, які є громадянами або резидентами держави, підлягають винятковій юрисдикції рабинських судів». Суттєве положення розділу 2 цього Закону далі стверджує: «Шлюби та розлучення євреїв повинні укладатися в Ізраїлі відповідно до єврейського релігійного закону» (дин Тора). Проте мусульманка в Ізраїлі може подати прохання та отримати розлучення через шаріатські суди без згоди чоловіка за певних умов, а шлюбний контракт може передбачати інші обставини, за яких вона може отримати розлучення без згоди чоловіка. Мусульманин в Ізраїлі може розлучитися з дружиною без її згоди і без звернення до суду. Християни в Ізраїлі можуть вимагати офіційного розлучення або розлучення, залежно від конфесії, через церковні суди.
У той час, коли жінки становили менше семи відсотків Кнесету, у 1969 році Голда Меїр була призначена першою жінкою-прем'єр-міністеркою Ізраїлю.
1972 рік знаменує собою створення першого радикального жіночого руху в Ізраїлі і початок другої хвилі фемінізму в Ізраїлі. Під час війни Судного дня 1973 року жінкам не дозволяли займати посади військового керівництва, цивільної адміністрації та військового виробництва. Однак жінки знайшли інші способи активніше займатися. Загалом, 1970-ті роки були часом значного зростання та зміни фемінізму в ізраїльському суспільстві.
У 2006 році Верховний суд Ізраїлю постановив, що жінкам має бути дозволено виголошувати панегірики, і що похоронні товариства, або шевра кадіша, не повинні вводити гендерну сегрегацію на кладовищі. Рішення було прийнято у відповідь на інцидент у Петах-Тіква, коли жінці завадили вихваляти свого батька. Однак рішення суду не було підтримане Міністерством релігійних служб до 2012 року, коли Головна рабинська рада Ізраїлю постановила, що жінки можуть виголошувати панегірики на похоронах, але це залежить від рабина громади в кожному конкретному випадку.
У 2010 році Ізраїль прийняв Закон про громадянський союз, який дозволяв парі одружуватися в Ізраїлі цивільно, якщо вони обоє офіційно не належать до жодної релігії.
28 вересня 2010 року Верховний суд Ізраїлю заборонив публічну гендерну сегрегацію в єрусалимському районі Меа Шеарім у відповідь на петицію, подану після того, як екстремісти хареді фізично та словесно нападали на жінок за те, що вони йшли дорогою, призначеною лише для чоловіків. Однак у січні 2011 року Верховний суд Ізраїлю дозволив продовжити гендерну сегрегацію в громадських автобусах на суто добровільній основі протягом однорічного експериментального періоду.
У 2013 році ізраїльська ортодоксальна рабинська організація «Бейт Гіллель» випустила галахічне розпорядження, яке дозволяє жінкам вперше вимовляти молитву Кадіш в пам'ять про своїх померлих батьків.
Також у 2013 році до Закону про релігійних суддів в Ізраїлі було внесено зміни, згідно з якими принаймні чотири жінки повинні бути включені до комітету з призначення релігійних суддів, включаючи жінку-адвокатесу в релігійних судах, і що загальна кількість членів комітету має становити одинадцять осіб. Ще одна подія, яка відбулася в 2013 році, — це обіцянка головного рабинату Ізраїлю усунути перешкоди, які заважають жінкам працювати супервайзерами в державній системі кошерної сертифікації, і Емуна оголосила про перший курс сертифікації супервайзерів для жінок Ізраїлю.
Крім того, у 2013 році міністр у справах релігії та головні рабини оприлюднили заяви, в яких наказували банщикам перевіряти лише жінок, які бажають перевірки, поклавши кінець примусовим перевіркам жінок у мікве.

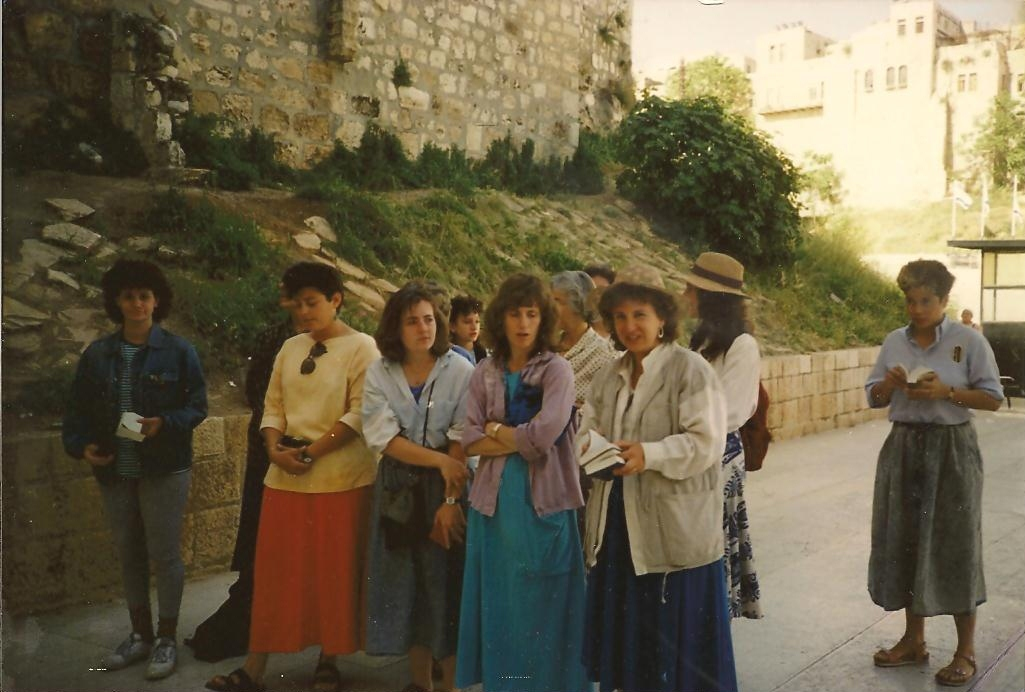
Члени-засновниці Жінок Стіни в Єрусалимі

У травні 2013 року після того, як «Жінки Стіни» на чолі з Анат Гоффман брали участь в акції громадянської непокори, щоб реалізувати свободу релігії, суддя постановив, що рішення Верховного суду Ізраїлю від 2003 року, яке забороняє жінкам носити Тору або молитовні хустки біля Стіни Плачу, було неправильно витлумачено, і що молитовні збори біля Стіни Плачу не слід вважати незаконними.
У жовтні 2014 року Жінки Стіни контрабандою провезли сувій Тори до жіночого відділу Стіни плачу та провели своє перше читання Тори жінкою на місці, що було частиною бат-міцви Саші Лутт. Проте Шмуель Рабіновіц, рабин Стіни плачу, опублікував заяву, в якій зокрема йдеться: «У майбутньому буде докладено зусиль, щоб гарантувати, що це не повториться, і використання сувоїв Тори буде заборонено для всіх — чоловіків і жінки».
У грудні 2014 року деякі жінки Стіни стали першими жінками, які запалили менори біля Стіни плачу. Зокрема, вони запалили 28 менор у жіночій частині Стіни. Серед тих, хто був присутній на запаленні менори, була Сара Сільверман. Однак ця подія відбулася після того, як рабин, відповідальний за Стіну Плачу, відмовив Жінкам Стіни на прохання встановити менору в жіночій частині.
У 2015 році була відкрита перша ізраїльська політична партія, присвячена жінкам-харедам, під назвою «Бжутан: жінки-хареді, які змінюють життя».
Також у 2015 році Цогар (релігійна сіоністська рабинська організація в Ізраїлі) разом із Ізраїльською асоціацією адвокатів запровадили передшлюбний договір, який має на меті допомогти дружинам, які розлучаються, отримати вигоду; у разі розлучення згідно з угодою чоловік зобов'язується щодня виплачувати своїй дружині високу суму грошей.
У 2016 році було оголошено, що Вищий суд правосуддя дав Міністерству юстиції 30 днів на розробку нових правил, які дозволять жінкам нарівні з чоловіками конкурувати за посади директорів рабинських судів.
Також у 2016 році Равинський суд Тель-Авіва виніс новаторське рішення, ув'язнивши чоловіка на тридцять днів за те, що протягом одинадцяти років допомагав своєму синові відмовлятися розлучитися з невісткою.
Також у 2016 році Карміт Файнтух стала першою жінкою, яку взяли на роботу як громадську лідерку в ортодоксальну синагогу в Ізраїлі (синагога Рамбан).
У січні 2017 року Верховний суд Ізраїлю постановив, що якщо уряд Ізраїлю не зможе знайти «вагомі причини» заборонити жінкам читати Тору під час молитовних служб біля Стіни плачу протягом 30 днів, жінки можуть це зробити; вони також постановили, що ізраїльський уряд більше не може стверджувати, що Арка Робінзона на площі є «доступом до Стіни Плачу».

## Агуна
Агуна (івр. עגונה, множина: agunot (עגונות); буквально «прикута або прикута») — це галахічний термін для єврейської жінки, яка «прикута» до шлюбу. Класичним випадком цього є людина, яка пішла в дорогу і не повернулася, або пішла в бій і є зниклий безвісти. Це також відноситься до жінки, чий чоловік відмовляється або не може надати їй офіційний єврейський документ про розлучення, відомий як ґет. Проблема отримання-відмови стала більш поширеною, коли євреї жили в країнах, де було доступне цивільне розлучення, окремо від релігійного розлучення. За межами Ізраїлю агуна може отримати цивільне розлучення та повторно одружитися через цивільний шлюб, оскільки правові системи поза Ізраїлем зазвичай не визнають статус агуни, але агуна зазвичай не буде одружуватися вдруге, оскільки її перший шлюб усе ще дійсний відповідно до галахи, тому будь-які інші статеві стосунки будуть вважатися перелюбом з боку її першого чоловіка. Крім того, за галахою, будь-які діти, народжені агуною, вважаються мамзерім (бастардами).
Найперша передшлюбна угода для запобігання відмові була розроблена та прийнята Радою рабинів Марокко 16 грудня 1953 року. У 1981 році передшлюбний договір отримав подальше схвалення від рабина Шалома Мессаса, головного рабина Єрусалиму. Після участі рабина Мессаса Рада рабинів Америки активно займалася цим питанням. Остання з серії резолюцій RCA — «що в Америці та в усьому єврейському світі існує серйозна проблема агуни, жоден рабин не повинен служити на весіллі, якщо не було укладено належну передшлюбну угоду» — було прийнято 18 Травня 2006 р.
У 2012 році Міжнародне товариство рабинів (IRF), міжнародна організація (станом на 2012 рік) 150 сучасних ортодоксальних рабинів, прийняла резолюцію, згідно з якою «Рабини МФ „Відродження“ не можуть проводити обряди на весіллі, якщо пара не підписала галахічну шлюбну угоду. Крім того, рабини МФВ заохочуються до участі в ритуалах тільки тих весіль, на яких пара підписала галахічну шлюбну угоду. Ритуальна участь включає, але не обмежується читанням ктуби, виконанням ролі свідка і здійсненням одного з шева-берахот». Це робить IRF єдиною ортодоксальною рабинською організацією у світі, яка вимагає від своїх членів використання галахічної передшлюбної угоди на будь-якому весіллі, на якому вони виступають.
Починаючи з 1950-х років, деякі консервативні рабини використовували положення Лібермана, назване на честь вченого-талмудиста та професора Єврейської теологічної семінарії (JTS) Саула Лібермана, у кетубі, вимагаючи, щоб у разі цивільного розлучення було надано дозвіл. Більшість ортодоксальних рабинів відкинули положення Лібермана, хоча лідери консервативного руху стверджують, що початковим наміром було знайти рішення, яке могли б використовувати як ортодоксальні, так і консервативні рабини, і що лідери Рабинської ради ортодоксального юдаїзму Америки і поважні ортодоксальні рабини, в тому числі Джозеф Б. Соловейчик, нібито визнали це положення дійсним. Пізніше, оскільки деякі цивільні суди розглядали примусове виконання релігійного документа як порушення конституційного принципу відокремлення церкви від держави, консервативні рабини почали вимагати від подружжя підписувати окремий лист, заявляючи, що пункт був пояснений їм як частина дошлюбного консультування та що обидві сторони зрозуміли та погодилися з його умовами, визнаючи, що цей лист становитиме окремий цивільний документ, який підлягатиме виконанню в цивільному суді. Однак багато рабинів-консерваторів, у тому числі члени правового комітету руху, дедалі більше сумнівалися щодо цього пункту з релігійних причин.
У 1968 році одностайним голосуванням юридичного комітету було вирішено, що Об'єднаний суд Консервативного руху може анулювати шлюби як останній засіб, ґрунтуючись на талмудичному принципі хафкаат кідушин. За словами рабина Майєра Рабіновіца, голови Joint Bet Din Консервативного руху, однієї лише загрози цією акцією інколи було достатньо, щоб змусити колишнього чоловіка погодитись.
У 1990 році ICAR (Міжнародна коаліція за права агуни) заснувала День агуни, щоб привернути увагу громадськості до тяжкого становища агуни та активізувати дії для вирішення проблеми. Його відзначають у день посту Естер за єврейським календарем.
У 1995 році ізраїльський парламент надав рабинському суду розширені юридичні повноваження застосовувати санкції до чоловіків, які відмовляються надати своїм дружинам, шляхом призупинення дії їхніх водійських прав, арешту банківських рахунків, заборони виїзду за кордон і навіть ув'язнення тих, хто не виконує наказ про надання розлучення; однак жіночі групи кажуть, що закон 1995 року не дуже ефективний, оскільки суд застосовує санкції менш ніж у 2 % випадків.
У 2004 році суддя Менахем Га-Коген з Єрусалимського сімейного суду дав нову надію agunot, коли постановив, що чоловік, який відмовляє своїй дружині в отриманні допомоги, повинен сплатити їй 425 000 шекелів як штрафні збитки, тому що «Відмова у наданні дозволу є серйозним порушенням її здатності вести розумне, нормальне життя і може розглядатися як емоційне насильство, що триває кілька років». Він зазначив, що «Це не є ще однією санкцією проти особи, яка відмовляється надати дозвіл, покликаною прискорити процес надання дозволу, і цей суд не втручається в будь-які майбутні домовленості щодо надання дозволу, а скоріше є прямою відповіддю на наслідки, які випливають з ненадання дозволу, і право жінки на отримання штрафних збитків». Це рішення випливає з проекту публічних судових процесів, ініційованого правозахисною організацією Center for Women's Justice, як одного з низки успішних позовів, поданих до ізраїльських цивільних судів із вимогами відшкодування фінансової шкоди непокірним чоловікам.
У 2014 році рабинат Уругваю запровадив вимогу для всіх єврейських пар, які одружуються під його егідою, підписувати передшлюбний договір рабина. У договорі зазначено, що в разі цивільного розірвання подружжя чоловік зобов'язаний негайно передати дружині гет. Ініціативу започаткувала Сара Вінковскі, директорка Kehila, Comunidad Israelita del Uruguay (Єврейська громада Уругваю), яка також є віце-президенткою Всесвітнього єврейського конгресу та давнім активістом прав жінок у рамках єврейського законодавства.
У 2015 році Цохар (релігійна сіоністська рабинська організація в Ізраїлі) разом з Ізраїльською асоціацією адвокатів запровадила шлюбний договір, покликаний допомогти дружинам, які розлучаються, отримати аліменти; за цим договором чоловік зобов'язується щодня виплачувати дружині велику суму грошей у разі розлучення.
У 2018 році Кнесет прийняв закон, який діятиме протягом трьох років, що дозволяє рабинським судам Ізраїлю розглядати певні справи єврейських жінок, які бажають розлучитися зі своїми єврейськими чоловіками, навіть якщо ні дружина, ні чоловік не є громадянами Ізраїлю.
Кольорові єврейські жінки, термін, що означає належність до раси, відмінної від білої, наприклад чорношкірих, латиноамериканок, азійок або корінних жінок, і включає сефардських єврейських жінок та жінок мізрахі, належать до груп, на які фемінізм вплинув позитивно. Це група, яка стикається з проблемами в багатьох сферах свого життя. Вони часто відчувають себе відчуженими або маргіналізованими спільнотою, в якій історично домінували білі євреї-ашкеназі. Кольорові жінки відіграли важливу лідерську та активістську роль у своїх громадах та історії.
Прикладом цього є присутність, яку відчувають кольорові єврейські жінки в результаті суперечок навколо Жіночого маршу 2019 року. «Жіночий марш» мав успіх протягом попередніх двох років, але спостерігав зниження відвідуваності, що призвело до суперечок. Жіночий марш мав чотирьох співголов, Лінду Сарсур, Таміку Меллорі, Боба Бланда та Кармен Перес, яких закликали піти у відставку через те, що вони не змогли засудити лідера Нації ісламу Луїса Фаррахана, який був відомий як відкрито антисемітські, гомофобні та трансфобні. Їхнє мовчання викликало обурення громадськості, поки врешті не було оприлюднено заяву. Жінки кольорового єврейського походження організували та зібралися разом, щоб мати сильну присутність на марші, тоді як активісти чорношкірих євреїв, такі як Явіла Маккой і Ейпріл Баскін, брали участь у керівному комітеті Жіночого маршу 2019 року. Вони мали великий вплив на важливість наявності єврейської особистості та включення в расово різноманітні феміністські простори.

## Подальше читання
- Feldman, Emmanuel. Orthodox Feminism and Feminist Orthodoxy (PDF). (101 KB). Jewish Action, Winter 1999
- «Girls Just Wanna Be 'Frum': JOFA conference speaker says feminism lags at Talmud study programs in Israel», NY Jewish Week, February 2007.
- Anita Diamant. «Holding Up Half the Sky: Feminist Judaism», Patheos
- Jewish women and the feminist revolution, an exhibit of the Jewish Women's Archive (Flash interactive site)
- Jewish Orthodox Feminist Alliance (JOFA)
- Adler, Rachel. «The Jew Who Wasn't There: Halakha and the Jewish Woman», Davka, 1971.
- Adler, Rachel. Engendering Judaism: An Inclusive Theology and Ethics. Beacon Press, 1999.
- Adler, Rachel. «Feminist Judaism: Past and Future», Crosscurrents, Winter 2002, Vol. 51, No 4.
- Brogden, Jada. Feminism and American Judaism. 2023. unc.live/3HiFw0S
- Fishman, Sylvia Barack. A Breath of Life: Feminism in the American Jewish Community. Brandeis, 1995. ISBN 0874517060ISBN 0874517060.
- Greenberg, Blu. «Will There Be Orthodox Women Rabbis?». Judaism 33.1 (Winter 1984): 23–33.
- Greenberg, Blu. «Is Now the Time for Orthodox Women Rabbis?». Moment Dec. 1992: 50–53, 74.
- Gross, Rita. «Female God Language in a Jewish Context». Davka, 1976.
- Hartman, Tova, Feminism Encounters Traditional Judaism: Resistance and Accommodation. Brandeis University Press, 2007. ISBN 1-58465-658-1ISBN 1-58465-658-1.
- Hyman, Paula. «The Other Half: Women in the Jewish Tradition» in E. Koltun. The Jewish Woman: New Perspectives, Shocken 1976.
- Hyman, E. Paula & Dash Moore, Deborah. (eds) (1997) Jewish Women in America: An Historical Encyclopedia Archived 27 February 2010 at the Wayback Machine. Routledge, ISBN 0-415-91934-7
- Hyman, E. Paula & Dalia Ofer. (eds) (2006) Jewish Women: A Comprehensive Historical Encyclopedia. Jewish Publication Society CD-ROM
- Janowitz, Naomi and Margaret Wenig. Siddur Nashim. Self-published, 1976.
- Lavie, Smadar. «Mizrahi Feminism and the Question of Palestine». Journal of Middle East Women Studies. Vol. 7 (2): 56-88
- Nadell, Pamela. Women Who Would Be Rabbis: A History of Women's Ordination, 1889—1985. Beacon Press, 1998. ISBN 0-8070-3649-8ISBN 0-8070-3649-8.
- Ner-David, Haviva. Life on the Fringes: A Feminist Journey Toward Traditional Rabbinic Ordination. Needham, MA: JFL Books, 2000.
- Nussbaum Cohen, Debra. «The women's movement, Jewish identity and the story of a religion transformed», The Jewish Week, 17 June 2004
- Ozick, Cynthia. «Notes toward finding the right question» in Heschel, S. On Being a Jewish Feminist: A Reader. Schocken, 1983.
- Plaskow, Judith. «The right question is theological» in Heschel, S. On being a Jewish Feminist: A Reader, Shocken, 1983(a).
- Plaskow, Judith. «Language, God and Liturgy: A Feminist Perspective», Response 44:3–14, 1983(b).
- Plaskow, Judith. Standing again at Sinai: Judaism from a Feminist Perspective, Harper and Row, 1990(a)
- Plaskow, Judith. «Beyond Egalitarianism», Tikkun 5.6:79–81, 1990(b).
- Plaskow, Judith. «Facing the Ambiguity of God», Tikkun. 6.5:70-1, 1991.
- Raphael, Melissa. The Female Face of God in Auschwitz: A Jewish Feminist Theology of the Holocaust. London: Routledge, 2003.
- Ruttenberg, Danya., ed. «Yentl's Revenge: The Next Wave of Jewish Feminism». Seal Press, 2001.
- Scholten-Gutierrez, Melissa. «An Ever-Evolving Judaism: Women Meeting the Needs of the Community», Patheos
- Teman, Elly. «Birthing a Mother: the Surrogate Body and the Pregnant Self». Berkeley: University of California Press, 2010.
- Umansky, E. & Ashton, D. (eds) Four Centuries of Jewish Women's Spirituality: A Sourcebook, Beacon, 1992.
- Weiss-Rosmarin, Trude. «The Unfreedom of Jewish Women», originally published in the Jewish Spectator, 1970.
- Wolowelsky, Joel B. «Feminism and Orthodox Judaism», Judaism, 188, 47:4, 1998, 499—507.